# Пашковский, Иоанн Прокопиевич
Пашко́вский Иоа́нн Проко́пиевич — священник из Малороссийского края, в 1697—1699 году сопровождал боярина Б. П. Шереметева на остров Мальту, и есть полное основание думать, что именно он и был автором «Похождения в Мальтийский остров боярина Бориса Петровича Шереметева».

## Обоснование авторства текста
Подозревать, что именно Пашковский был автором «Похождения», есть следующие основания.
- Во-первых, подробности изложения указывают ясно на то, что автор был очевидцем событий;
- во-вторых, автор начинает изложение «Похождения» от лица Шереметева, но скоро, говоря о боярине, начинает говорить в третьем лице, что ясно показывает, что автором был не сам Шереметев, а кто-нибудь из спутников.
- В-третьих, весьма типичная для писателей из лиц духовных форма вступления к «Похождению» изобличает, что автором было лицо духовное.
- Часто встречающиеся в этом сочинении слова, не свойственные русскому языку, но одному из наречий, находящихся под влиянием Польши, показывают, что автор не принадлежал к великороссийскому племени, но или живал в Польше, или происходил из Белоруссии или Малороссии.

Все указанные основания, естественно, заставляют признать за автора «Похождения» священника из Малороссийского края, каким и был Пашковский. Хотя «Похождение» принадлежит к разряду путешествий, но по сухости своего изложения (при обильных подробностях, но крайней скудости личных впечатлений), это сочинение скорее походит на «статейный список».
Не отличаясь литературными достоинствами, «Похождение», однако, для истории должно представлять особенный интерес. Путешествие Шереметева совершено ещё на заре великих реформ Петра (во время его первого путешествия за границу), и путешественники представляли собой уже новое поколение, людей уже новых взглядов. Они не гнушаются обществом западных народов: Шереметева и его спутников мы видим на банкетах в обществе польских панн, проводящими время за разговорами и танцами. Автор «Похождения», несмотря на свой духовный сан, будучи человеком передовым, ни одним словом не осуждает ни банкетов, ни немецкого платья бояр, ни танцев.